# Candace Hill
Candace Hill (née le 11 février 1999 à Conyers) est une athlète américaine, spécialiste des épreuves de sprint.

## Biographie
À Shoreline, le 20 juin 2015, à l'âge de seize ans seulement, Candace Hill réalise le temps de 10 s 98 sur 100 mètres (+ 2,0 m/s). Elle améliore ainsi nettement la meilleure performance mondiale cadet de tous les temps détenue par sa compatriote Kaylin Whitney en 11 s 10, ainsi que le record des États-Unis junior détenu depuis 2011 par English Gardner en 11 s 03. 
En juillet 2015, à Cali en Colombie, au cours des championnats du monde jeunesse, elle remporte le titre du 100 m en 11 s 08, signant un nouveau record de la compétition, puis s'impose sur 200 m en 22 s 43, meilleure performance mondiale cadet de tous les temps.
Elle signe avant même ses 17 ans, en décembre 2015, un contrat de 10 ans avec l'équipementier Asics (tout en courant «pour» Nike, comme tout(e)s les athlètes américain(e)s, dans les compétitions majeures, championnats du monde et JO en particulier).
En juillet 2016, à Bydgoszcz en Pologne, elle remporte le titre de championne du monde junior du 100 m en 11 s 07, alors qu'elle n'est que Cadette deuxième année, signant un nouveau record des championnats. 
Depuis mi 2015, sa brillante carrière marque le pas : elle n'est plus parvenue à descendre sous la barre des 11 secondes sur 100 mètres. 

### Palmarès
| Date | Compétition                   | Lieu      | Résultat | Épreuve   | Temps   |
| ---- | ----------------------------- | --------- | -------- | --------- | ------- |
| 2015 | Championnats du monde cadets  | Cali      | 1re      | 100 m     | 11 s 08 |
| 2015 | Championnats du monde cadets  | Cali      | 1re      | 200 m     | 22 s 43 |
| 2016 | Championnats du monde juniors | Bydgoszcz | 1re      | 100 m     | 11 s 07 |
| 2016 | Championnats du monde juniors | Bydgoszcz | 1re      | 4 × 100 m | 43 s 69 |

### Records
| Épreuve | Performance | Lieu      | Date            |
| ------- | ----------- | --------- | --------------- |
| 100 m   | 10 s 98     | Shoreline | 20 juin 2015    |
| 200 m   | 22 s 43     | Cali      | 19 juillet 2015 |